# Alvinocaris
Alvinocaris is een geslacht van kreeftachtigen uit de klasse van de Malacostraca (hogere kreeftachtigen).

## Soorten
- Alvinocaris alexander Ahyong, 2009
- Alvinocaris brevitelsonis Kikuchi & Hashimoto, 2000
- Alvinocaris chelys Komai & Chan, 2010
- Alvinocaris dissimilis Komai & Segonzac, 2005
- Alvinocaris komaii Zelnio & Hourdez, 2009
- Alvinocaris longirostris Kikuchi & Ohta, 1995
- Alvinocaris lusca Williams & Chace, 1982
- Alvinocaris markensis Williams, 1988
- Alvinocaris methanophila Komai, Shank & Van Dover, 2005
- Alvinocaris muricola Williams, 1988
- Alvinocaris niwa Webber, 2004
- Alvinocaris solitaire Yahagi, Watanabe, Kojima & Beedesse, 2014
- Alvinocaris stactophila Williams, 1988
- Alvinocaris williamsi Shank & Martin, 2003